# Franz Jakubowski
Franz Jakubowski (ur. 10 czerwca 1912 w Poznaniu, zm. 1970 w USA) – niemiecki teoretyk marksistowski.

## Życiorys
Urodził się 10 czerwca 1912 w Poznaniu i dorastał w Wolnym Mieście Gdańsku (mieszkał w Sopocie), w rodzinie lekarza. W latach 1930–1933 studiował prawo na uniwersytetach w Heidelbergu, Berlinie, Monachium i Wrocławiu; studia ukończył jednak obronieniem pracy doktorskiej na wydziale nauk politycznych Uniwersytetu Bazylejskiego w kwietniu 1935 roku.
W okresie studiów Jakubowski działał w niemieckiej Socjalistycznej Partii Robotniczej (SAP), w której stał się trockistą. Od 1933 roku, przebywając już w Bazylei, wraz z uczniem Karla Korscha, Fritzem Belleville, działał w rewolucyjno-socjalistycznej grupie prowadzonej przez osławionego później reformistę i rewizjonistę Richarda Loewenthala (Paula Seringa). Po ukończeniu studiów Jakubowski powrócił do Gdańska, gdzie stworzył grupę polityczną "Nowy Związek Spartakusa - Komuniści-Internacjonaliści Niemiec, grupa Gdańsk (trockiści)".
Grupa została zdekonspirowana przez władze nazistowskie Gdańska i w grudniu 1936 roku odbył się proces Jakubowskiego i jego towarzyszy. O procesie tym artykuł napisał Lew Trocki. Jakubowski został wykupiony przez rodzinę, opuścił Europę i poprzez Danię i Kubę udał się do USA, gdzie się osiedlił i zmienił nazwisko na Frank Fisher. W Stanach Zjednoczonych Jakubowski współuczestniczył w założeniu Fundacji im. Aleksandra Hercena, w której pracował jako wydawca literatury radzieckiej, która na terenie ZSRR objęta była cenzurą.
Jakubowski opublikował w 1936 roku pracę opartą na tezach swojego doktoratu - Nadbudowa ideologiczna w materialistycznym pojmowaniu dziejów, (Der ideologische Überbau in der materialistischen Geschichtsauffassung), w dużej mierze opartą na inspiracjach myślą Karla Korscha oraz dziedzictwie heglowskiej dialektyki w myśli Marksa. Praca ta wymierzona była także w pewne nurty wewnątrz marksizmu, przede wszystkim łączone z nazwiskami Karla Kautsky'ego oraz Maxa Adlera.